# بيترا ليجور
بيترا ليجور، (بالإنجليزية: Pietra Ligure)‏، (الإيطالية: A Prïa)، هي (بلدية) في مقاطعة سافونا في إقليم ليغوريا الإيطالي، وتقع على بعد حوالي 60 كم (37 ميل) جنوب غرب جنوة وحوالي 20 كم (12 ميل) جنوب غرب سافونا. فهي مدينة سياحية بشكل أساسي.

## السكان
في سنة 1861 بلغ عدد السكان 2٬242 نسمة، وتطور العدد ليصل في سنة 2011 لـ 8٬880 نسمة.
يظهر هذا المخطط البياني تطور النمو السكاني لـ بيترا ليجور

## توأمة
لبيترا ليجور اتفاقيات توأمة مع:
- أوفنبورغ